# Tupolev ANT-37
Il Tupolev ANT-37 (in caratteri cirillici Туполев AHT-37), noto anche come Tupolev DB-2 (in cirillico Туполев ДБ-2) , era un bombardiere bimotore ad ala bassa progettato dall'OKB 156 diretto da Andrej Nikolaevič Tupolev, all'interno di un gruppo di lavoro diretto da Pavel Osipovič Suchoj, e sviluppato in Unione Sovietica negli anni trenta.
Non venne avviato alla produzione in serie ma tre esemplari vennero utilizzati nella ricerca e nel conseguimenti di alcuni primati di volo.
A causa della sua paternità progettuale è alle volte indicato anche come Sukhoi ANT-37 o DB-2.

## Storia del progetto
Nel 1934 l'ufficio di progettazione (OKB) diretto da Andrej Tupolev aveva sviluppato, sotto la guida di un gruppo di progettazione diretto da Pavel Suchoj, un nuovo modello di bombardiere a lungo raggio, il monomotore ANT-36 o DB-1 (citato anche come RD-VV (РД-ВВ)), basato sul precedente ANT-25. La costruzione del nuovo velivolo venne interrotta per le mutate specifiche richieste dal governo sovietico che prevedevano la possibilità di trasportare un carico bellico pari a 1 000 kg di bombe ad una distanza di 5 000 km e ad una velocità di 250 km/h.
Per poter meglio rispondere alle specifiche si convertì il progetto originale, monomotore con il gruppo motoelica posizionato all'estremità anteriore della fusoliera, ad una configurazione a due motori posti sul bordo d'attacco di ciascuna semiala.
Il prototipo venne equipaggiato con una coppia di radiali M-25, copia dei francesi Gnome-Rhône 14K, capaci di erogare una potenza pari a 800 CV e portato in volo il 16 giugno 1935.
Lo sviluppo, proseguito con le successive prove di volo, si interruppe a causa di un incidente dovuto ad un cedimento strutturale della fusoliera dietro al bordo d'uscita alare e che ne causò la distruzione. Gli accertamenti tecnici che ne seguirono, grazie anche alle testimonianze del pilota collaudatore K. K. Popov e l'ingegnere capo elettricista M. M. Egorov che riuscirono a salvarsi, imputarono il problema ad un difetto di fabbricazione dell'elemento orizzontale dell'impennaggio che provocava una vibrazione all'atto del sollevamento dello stabilizzatore e che trasmetteva onde di risonanza alla struttura.
La causa dell'incidente, non prevedibile in fase di progettazione, permise un più dettagliato studio al fine di conseguire la completa eliminazione di questi effetti dannosi sui nuovi modelli. Nello specifico nei tre esemplari costruiti successivamente si irrobustì parte della cellula del velivolo con la conseguenza di innalzarne parzialmente il peso complessivo. Il modello, che assunse la designazione DB-2B o ANT-37bis, venne nuovamente testato nel 1936 presso l'Istituto di ricerca delle Forze aeree (НИИ ВВС) ma non riuscì a soddisfare le specifiche raggiungendo, nelle condizioni di carico e di autonomia richieste, una velocità media di soli 213 km/h. Per questo motivo il progetto venne scartato in favore dell'llyushin DB-3 e lo sviluppo interrotto.

## Impiego operativo
Tra il 24 ed il 25 settembre 1938 l'equipaggio tutto femminile composto dal comandante Valentina Stepanovna Grizodubova, il copilota Polina Denisovna Osipenko e navigatore Marina Michajlovna Raskova, ai comandi di un ANT-37bis battezzato in russo Родина?, Rodina (terra natale), stabilì un record mondiale di distanza per equipaggi femminili percorrendo i 5 908 km che separavano Mosca da Kerbi, nell'estrema regione orientale dell'Unione Sovietica prima di effettuare un atterraggio d'emergenza. Per questa impresa le partecipanti, tra le prime donne sovietiche, si sono aggiudicate il titolo di Eroe dell'Unione Sovietica.
Gli esemplari sopravvissuti operarono durante la seconda guerra mondiale con la compagnia aerea di bandiera Aeroflot o come laboratori volanti per progetti di ricerca..

## Versioni
ANT-37
versione bombardiere a lungo raggio.
ANT-37bis Rodina
conversione da primato.

## Utilizzatori
Unione Sovietica
- Aeroflot